# Anta de Aldeia da Mata
L'Anta de Aldeia da Mata ou Anta do Tapadão, est un dolmen situé dans la freguesia de Aldeia da Mata (pt), sur le territoire de la municipalité de Crato (district de Portalegre, Portugal). 
Le mot anta est l'équivalent portugais d'« ante » (pilier terminal d'un temple grec ou romain), mais il est aussi employé pour désigner les pierres d'un dolmen ou le dolmen lui-même. Environ 5 000 structures mégalithiques de ce type ont été construites au Néolithique dans l'ouest de la péninsule Ibérique par les successeurs de la culture de la céramique cardiale ou Cardial.
Il est classé monument national depuis 1910 .

## Historique
Ce monument mégalithique, datant d'au moins 3000 ans av. J.-C. (Chalcolithique), est l'un des plus grands monuments mégalithiques érigés dans l'actuelle région de l'Alentejo, ainsi que par son très bon état de conservation. 
La chambre mortuaire se compose de sept grands orthostates en granite formant un diamètre de 4 m, et les vestiges de son tertre primitif (tumulus) sont encore visibles. 
La dalle qui recouvre l'embouchure mesure 3,06 × 2,78 m. La dalle de couverture mesure 4,27 × 3,35 m et 30 cm d'épaisseur. L'entrée orientée à l'est est complétée par un couloir d'accès de 10 m de long, flanqué de blocs également en granit. L'entrée de la chambre était fermée par un énorme bloc de pierre de près de 3 m de large. 
Au cours des fouilles, plusieurs trouvailles sont apparues, telles que des vases en céramique, des pointes de flèches, des couteaux, des haches, des ornements, des ossements humains et animaux, un bâton et des plaques d'idoles (uniques sur la péninsule), en hommage à la terre mère.